# 대한민국 상법 제332조
대한민국 상법 제332조는 가설인, 타인의 명의에 의한 인수인의 책임에 대한 상법 회사법의 조문이다.

## 조문
제332조 (가설인, 타인의 명의에 의한 인수인의 책임) (1) 가설인의 명의로 주식을 인수하거나 타인의 승낙없이 그 명의로 주식을 인수한 자는 주식인수인으로서의 책임이 있다.

(2) 타인의 승낙을 얻어 그 명의로 주식을 인수한 자는 그 타인과 연대하여 납입할 책임이 있다.

## 판례
- 과거 판례들은 대판 2017.03.23. 2015다248342판결(전합)으로 모두 견해변경.

1. 주금 상환채무는 명의대여자인 주주가 부담한다.
2. 명의대여한 주주명부상의 주주만이 주주로서 의결권 등 주주권을 적법하게 행사할 수 있다.

## 참고 문헌
- 이기수, 최병규, 회사법 상법강의 2, 박영사, 2015. ISBN 9791130327822